# Maia (poesia)
Maia. Laus Vitae  è un lungo poema autobiografico di ottomilaquattrocento versi, scritto da Gabriele D'Annunzio. Pubblicato per la prima volta nel 1903 è il primo volume delle Laudi del cielo, del mare, della terra e degli eroi.
Nell'opera, il poeta esalta un superomistico ardore di sperimentazioni e di avventura.

## Analisi dell'opera

Gabriele D'Annunzio mentre legge

L'autore non adotta più uno schema metrico tradizionale e quindi fa uso di versi liberi mantenuti inflessibilmente in strofe di ventuno versi (ciascuna numerata in terne di sette) lungo tutto il poema.
D'Annunzio lo intitolò "Maia" perché decise di attribuire ai singoli libri del ciclo delle Laudi del cielo, del mare, della terra e degli eroi i nomi delle Pleiadi (gruppo di stelle nella costellazione del Toro), ed una delle stelle che compongono questo ammasso è proprio denominata "Maia". Il poema prende spunto dalla crociera in Grecia e nell'Egeo che il poeta compì nei mesi di luglio e agosto del 1895 insieme ad alcuni amici: l'esploratore Guido Boggiani, il suo traduttore francese Georges Hérelle, lo scrittore Edoardo Scarfoglio e l'avvocato abruzzese Pasquale Masciantonio a bordo dello yacht "Fantasia" di proprietà dello stesso Scarfoglio. In realtà il poema costruisce la trasfigurazione in chiave eroica e leggendaria di quella esperienza ed in esso l'ideologia del superuomo, molto frequente nelle opere di d'Annunzio, caratterizza fortemente la forma e i temi trattati. Al suo interno ci sono molte fonti risalenti anche all'epopea classica. Il protagonista è il poeta stesso che compie quale novello Ulisse un viaggio sospeso fra mito e realtà. All'inizio del suo percorso l'Io poetante incontra Ulisse che lo invita a compiere le stesse imprese che egli stesso ha compiuto. Ulisse diventa nel poema di D'Annunzio il simbolo della volontà di viaggiare, sperimentare e scoprire tutto ciò che era possibile conoscere.
L'opera si ispira molto a vari testi scritti dal filosofo tedesco Nietzsche che contrapponevano alle idee cristiane di pietà, rassegnazione, uguaglianza i concetti dell'eterno ritorno, della volontà di potenza, del superuomo. Tra i vari scritti del filosofo tedesco a cui D'Annunzio si è ispirato vi è Così parlò Zarathustra.
In Maia si può riscontrare l'autoesaltazione del poeta, desideroso di esperienze esaltato dalla propria vita che varia nelle avventure. ed Il poeta vuole fare molte esperienze nella vita ma senza scegliere nulla in particolare perché compiere una scelta precisa significherebbe escludere qualcosa. D'Annunzio inoltre è pronto a qualsiasi tipo di esperienza perché tutte sono aspetti conoscitivi e costruttivi della vita. D'Annunzio fa suo, incarnandolo, il mito dell'eroe, che nella crisi di ogni valore si eleva al di sopra di tutti e realizza i suoi istinti al di là di ogni norma senza porre alcun limite alla propria capacità di agire e sentire.

### La sirena del mondo
In questa parte di Maia, si assiste ad un chiaro esempio di strofa lunga dannunziana. Quest'ultima è una struttura ricca di figure retoriche e espedienti letterari per creare effetti musicali. La strofa coincide inoltre con un unico periodo.

### I giaciglieI risvegli
Dopo l'inno alla vita e l'io desideroso di esperienze di “La sirena del mondo”, si assiste all'inno al piacere di vivere e di godere delle inesauribile sorpresa della vita per coloro che sanno aprire gli occhi. Sono fortunati coloro che sanno vivere ogni esperienza come se fosse sempre la prima volta. Elemento centrale di queste strofe è il piacere, il mezzo più certo di conoscenza per cui chi non gode non impara nulla.

### La carne espertaeLe donne
Viene esaltata la sensibilità intesa dal poeta come strumento insuperabile di piacere (voluttà) ma anche di conoscenza, come atto di affermazione del proprio io. Nelle ultime due strofe l'autore rievoca con un elenco le donne con cui egli ha avuto relazioni d'amore, e sulle quali si è sfogata la sua sete di piacere.